# Canard de Smith
Spatula smithii
Espèce
Statut de conservation UICN

 LC  : Préoccupation mineure
Le Canard de Smith (Spatula smithii, anciennement Anas smithii), aussi appelé Souchet du Cap, Canard du Cap, Canard souchet du Cap, ou Sarcelle de Smith est une espèce d'oiseau de la famille des anatidés.
Son nom commémore le zoologiste écossais Andrew Smith (1797-1872).

## Répartition
Son aire s'étend à travers l'Afrique australe.